# Looking for St. Tropez
Pour les articles homonymes, voir Tropez.
Albums de Telex
Neurovision
(1980)
Looking for St. Tropez est le premier album studio du groupe Telex, paru en 1979. Il y contient notamment Moskow Diskow, leur plus grand succès, ainsi que des reprises comme Ça plane pour moi, Rock Around the Clock et Twist à Saint-Tropez.

## Liste des chansons

### Album original
| No | Titre                 | Durée |
| -- | --------------------- | ----- |
| 1. | Moskow Diskow         | 4:12  |
| 2. | Pakmoväst             | 3:42  |
| 3. | Café De La Jungle     | 1:07  |
| 4. | Ça plane pour moi     | 5:25  |
| 5. | Some Day/Un Jour      | 1:12  |
| 6. | Something To Say      | 5:02  |
| 7. | Rock Around the Clock | 3:56  |
| 8. | Victime De La Société | 3:54  |
| 9. | Twist à Saint-Tropez  | 3:19  |

## Bonus tracks

### Japon (CD #ALCA-557, Alfa Records) (1994)[4]
| No  | Titre                           | Durée |
| --- | ------------------------------- | ----- |
| 10. | Moskow Diskow (Remix Américain) |       |
| 11. | Le Fond De L'Air Est Rouge      |       |

### France (CD #LM54070, Le Maquis) (2003)[5]
| No  | Titre                      | Durée |
| --- | -------------------------- | ----- |
| 10. | Moskow Diskow (maxi)       | 5:22  |
| 11. | Le Fond De L'Air Est Rouge | 3:21  |
| 12. | Victime De La Société #1   | 3:54  |
| 13. | Quelque Chose À Dire       | 5:12  |
| 14. | Ave Fifi                   | 4:00  |